# Hiromi Ōminami

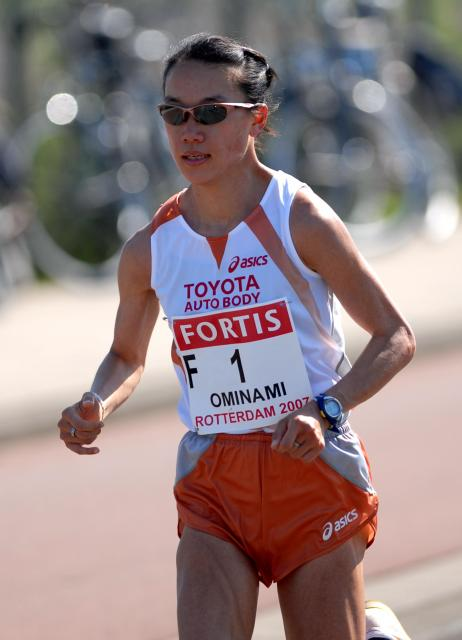
Hiromi Ōminami, am 15. April 2007 beim Rotterdam-Marathon

Hiromi Ōminami (jap. 大南 博美, Ōminami Hiromi; * 15. November 1975 in Mikata, heute: Wakasa) ist eine japanische Langstreckenläuferin, die sich auf den Marathon spezialisiert hat.
2003 war sie Zweite beim Rotterdam-Marathon, 2004 Dritte beim Osaka Women’s Marathon und Zweite beim Berlin-Marathon 2004 in 2:23:26, ihrer persönlichen Bestzeit. Beim 10.000-Meter-Lauf der Leichtathletik-Weltmeisterschaften 2005 in Helsinki belegte sie den 21. Platz.
2006 siegte sie beim Miami-Marathon und wurde Siebte beim Chicago-Marathon 2006, 2007 siegte sie beim Rotterdam-Marathon.
Ihre Zwillingsschwester ist Takami Ōminami, die mit einer Marathonbestzeit von 2:23:43 ebenfalls zu den 50 schnellsten Frauen weltweit zählt.